# Пашков Сергій Борисович
Сергій Борисович Пашков (нар. 9 лютого 1959, місто Малин, тепер Малинського району Житомирської області) — український радянський діяч, слюсар-електромонтажник Малинського дослідно-експериментального заводу Житомирської області. Депутат Верховної Ради УРСР 11-го скликання.

## Біографія
Народився в робітничій родині.
Освіта середня. Закінчив середню школу № 2 в місті Малині.
З 1976 року — слюсар Малинської паперової фабрики Житомирської області. Служив у Радянській армії.
З 1979 року — слюсар-електромонтажник Малинського дослідно-експериментального заводу Житомирської області. Обирався членом Житомирського обласного комітету ЛКСМУ.
Потім — на пенсії в місті Малині Житомирської області.

## Нагороди
- ордени
- медалі